# SketchUp
SketchUp je software pro tvorbu 3D modelů, vyvíjený společností Trimble, navržený pro profesionální architekty, stavební a strojní inženýry, ale i například pro filmové tvůrce a vývojáře počítačových her. Součástí programu je aplikace 3D Warehouse, „zásobárna“ uživatelsky vytvořených komponent z celého světa. Součástí SketchUp Pro je modul LayOut – aplikace pro vytváření a sdílení prezentací modelů a návrhů vytvořených pomocí SketchUp.

## Historie
SketchUp byl vyvinut začínající společností @Last Software v Boulderu v státu Colorado, Bradem Schellem a Joem Eschem v roce 1999. První verze SketchUp byla uvedena na trh v srpnu 2000, byl představen jako 3D nástroj určený pro tvorbu 3D modelu s jednoduchým uživatelským rozhraním. SketchUp byl prezentován jako softwarový program, který designérovi umožňuje pracovat stejně jako při práci s perem a papírem.
Již na své první předváděcí akci v roce 2000 program vyhrál Community Choice Award. Klíčem k tak brzkému úspěchu byla kratší učební doba oproti jiným 3D nástrojům.
14. března 2006 Google koupil @Last Software a veškerá práce této společnosti je dále vyvíjena jako plug-in pro Google Earth.
1. září 2010 byla vydána osmá verze programu. SketchUp 8 umožňuje georeferencovat vytvořený model pomocí Google Maps, importovat barevné a přesnější snímky terénu a přináší integraci Google Building Maker, díky níž může uživatel načrtnout budovy a následně je uložit do Warehouse. V této verzi se též poprvé objevily miniaturní zmenšeniny obrázků. Podpora pro Mac OS X Tiger byla v této verzi vypuštěna.
26. června 2012 byla koupena společností Trimble Navigation.
Společnost Trimble uvolnila svou první verzi pod názvem SketchUp 2013. Společně s každou verzi byla uvolněna MAKE verze SketchUp. Jednalo se o hobby verzi pro soukromé účely, která je k dispozici ke stažení zdarma. MAKE verze zahrnuje pouze aplikaci SketchUp bez LayOut a Style Builder, chybí zde možnosti import/export a některé vybrané funkce a nástroje.
15. listopadu byla na trh uvolněna verze SketchUp 2018 PRO. S nejnovější verzí 2018 nebyla současně vydaná verze MAKE

## SketchUp+Ruby
SketchUp podporuje rozšíření známe jako „Rubies“, které je napsáno v programovacím jazyku Ruby a rozšiřuje možnosti aplikace SketchUp. Součástí SketchUp je také konzole, ve které mohou vývojáři experimentovat s příkazy a metodami Ruby. Napsané skripty mohou jejich tvůrci volně poskytnout.